# European Society of Gynaecological Oncology

L’European Society of Gynaecological Oncology (ESGO) (Société Européenne d'Oncologie Gynécologique) est une association européenne de professionnels de la santé et de chercheurs spécialisés dans l'étude, la prévention, le traitement et le soin des cancers gynécologiques.
La société, qui compte plus de 1 000 membres répartis dans plus de 30 pays européens, a été fondée en 1983 à Venise, en Italie.

## Mission
Le but de l'ESGO est de « promouvoir la communication entre les corps scientifiques et professionnels pour créer une plate-forme européenne dynamique et démocratique basée sur des professionnels individuels, comprenant des spécialistes, des médecins associés et des infirmières, afin qu’ils mettent en commun et partagent leurs connaissances dans le but d’améliorer le soin des cancers gynécologiques en Europe. »

## Activités
La conférence biennale de l'ESGO attire régulièrement plus de 1 500 participants et permet aux professionnels de la santé européens ainsi qu'aux chercheurs impliqués dans le domaine de l'oncologie gynécologique, d'établir des liens pour se structurer en réseau, de discuter, de débattre et de diffuser de nouvelles études médicales et scientifiques touchant au traitement et au soin des cancers gynécologiques. En plus de ces conférences, l'ESGO organise toute l'année de nombreux événements pédagogiques, des ateliers et des réunions suivies et accorde des bourses pour les déplacements de ses membres.

L'ESGO agit également en élaborant des outils didactiques comme des vidéos, des DVD et des cours sur internet à l'usage des professionnels de la santé concernés.
L’European Network of Gyneacological Oncological Trial Groups (ENGOT) [Réseau européen de groupes d'essais cliniques d'oncologie gynécologique], partie intégrante de l'ESGO, coordonne et promeut des essais cliniques chez des patients souffrant de cancers gynécologiques dans toute l’Europe.

## Formation et agrément
En coopération avec l’European Board and College of Obstetrics and Gynaecology (EBCOG) et au nom de l’European Union of Medical Specialists (UEMS), l'ESGO offre des certifications pour les oncologues gynécologues et fournit les agréments pour les établissements de formation concernées.
Les programmes de formation et d'agrément d'oncologie gynécologique de l'ESGO constituent aujourd’hui des normes reconnues dans de nombreux pays européens.

## Journal
L’International Journal of Gynecological Cancer (IJGC), publication officielle de l'ESGO évaluée par les pairs, est un bimensuel couvrant différents aspects se rapportant au cancer gynécologique, comme les études expérimentales, la chimiothérapie, la radiothérapie, les techniques de diagnostic, l'épidémiologie des pathologies et la chirurgie.

## Conseil de l'ESGO, 2009-2011
Président
- Ate G. J. van der Zee, Pays-Bas

Ancien président
- Gerald Gitsch, Allemagne

Président désigné / Secrétaire-Trésorier
- Nicoletta Colombo, Italie

Vice-président
- Nicholas Reed, Royaume-Uni

Membres du conseil
- Frederic Amant, Belgique
- David Cibula, République tchèque
- Vesna Kesic, Serbie
- Rainer Kimmig, Allemagne
- Alberto D.B. Lopes, Royaume-Uni
- Janina Markowska, Pologne
- Christian Marth, Autriche
- Alexandros Rodolakis, Grèce
- Helga Salvesen, Norvège
- Daiva Vaitkiene, Lituanie
- René Verheijen, Pays-Bas
- Paolo Zola, Italie

Président d'ESGO17
- Nicoletta Colombo, Italie

Éditeur en chef, The International Journal of Gynecological Cancer
- Uziel Beller, Israël

ENYGO, European Network of Young Gynae Oncologists
- Boris Vranes, Serbie

ENGOT, European Network of Gynae Oncological Trial Groups
- Ignace Vergote, Belgique

ENTRIGO, European Network of Translational Research In Gynae Oncology
- Martin Widschwendter, Royaume-Uni